# Jos Schipper
Pour les articles homonymes, voir Schipper.
Adri "Jos" Schipper, né le 10 juin 1951 à Baarn, est un coureur cycliste néerlandais.

## Palmarès
- 1976
  - Ruddervoorde Koerse
  - 3e du Grand Prix de clôture
- 1977
  - 1re étape des Trois Jours de La Panne
  - 2e étape du Tour de Belgique
  - Circuit du Sud-Ouest (Omloop van het Zuidwesten)
  - 3e du Grand Prix Pino Cerami
  - 4e de l'Amstel Gold Race
- 1978
  - À travers les Flandres
  - 1re étape du Tour d'Espagne
  - 5e du Tour d'Espagne
- 1979
  - GP José Samyn
  - 2e étape des Trois Jours de La Panne
  - 2e du Circuit des Trois Provinces (Avelgem)
  - 3e du Tour méditerranéen
  - 3e du Grand Prix d'Antibes
- 1980
  - 2e du championnats des Pays-Bas sur route
  - 4e de Gand-Wevelgem
- 1981
  - Tour d'Andalousie :
    - Classement général
    - 1re étape

  - 1re étape du Tour des Pays-Bas
- 1982
  - Bruxelles-Ingooigem
- 1983
  - 2e du Grand Prix E5
  - 3e du Circuit des Ardennes flamandes - Ichtegem
  - 7e du Rund um den Henninger Turm

## Résultats sur les grands tours

### Tour d'Espagne
3 participations
- 1977 : hors délai (12e étape)
- 1978 : 5e, vainqueur de la 1re étape
- 1981 : 37e

### Tour de France
2 participations
- 1980 : 83e
- 1982 : non-partant (17e étape)